# El Centinela (Buenos Aires)
El cerro El Centinela, a 5 km de la ciudad de Tandil, provincia de Buenos Aires, Argentina; se eleva 298 m s. n. m., y lleva ese nombre por la silueta rocosa que lo corona. 

## Geología
Al formarse el sistema de Tandilla, en la Era Precámbrica (+ de  2300 millones de años), el basamento cristalino (serranías) en su paso de fase líquida a sólida dejó inmensas masas libres, algunas muy grandes como el caso de "La Movediza" (72 t y 75 dm de diámetro), o como esta que está en el cerro.
Tiene facetas planas y redondeadas como ejemplo de dos desarrollos de erosión geológica:
- cara sudeste  cóncava y alisada con un fuerte flujo de vientos en su parte más alta, producto de su predominancia
- cara noroeste,  convexa y rugosa pues se expone al sol más y la reducción de vientos hace cesar cualquier fenómeno de erosión eólica, fenómeno de tipo "catafilar" o de "cáscara de cebollas".

## Leyenda
Cuando estas áreas eran aún de las naciones originarias, pero ya hacía más de una centuria que estaban los conquistadores;  la hija del cacique de la nación que se albergaba en las sierras de Tandil, de nombre Amaike (del mapuche agua clara o tranquila), aventajaba a sus pares por su excelencia como jineta, su noctuidad y una extraordinaria habilidad para moverse en el paisaje.  Cuando el occidental comienza a apropiarse de su terruño, a través de la Campaña del Desierto, el ejército argentino ya había aniquilado otras tribus.Pero se habían escapado algunos  originarios, y uno era Yanquetruz,  de los bajos del Salado bonaerense. Y la ve a Amaike,  sigilosa espiando a los blancos,  y se enamora de ella.
Lamentablemente, Amaike es emboscada y atrapada. La llevan al Fortín,  pero logra escapar de noche,  aunque con sus manos férreamente atadas. Y en las sierras, tropieza, cae y se desbarranca dentro de un arroyo, y perece ahogada.
Yanquetruz, ignorante de la suerte de su amor, siguió escudriñando en el morro del cerro, hasta que, el creador de los originarios Puelches, el Sol, se  conmueve de tantos años de espera y decide colocar su espíritu en la roca, así al  resucitar ella (porque ellos creían en la vida después de la muerte), su alma sea liberada, y pudieran seguir su historia de amor en su segunda vida.

## Fuente
- Cerro El Centinela

- Datos: Q5821328